# 소진은
소진은(蘇鎭殷, 일본식 이름: 伊蘇正峰이소 마사미네, 1892년 1월 18일 ~ ?)은 일제강점기의 관료 겸 경찰 간부로, 본적은 경상북도 대구부 삼립정이다.

## 생애
조선총독부 군수를 지낸 소진하(蘇鎭夏)와는 형제 관계이며, 아버지는 소영규(蘇榮奎)이다. 1911년에 문관보통시험에 합격하여 총독부 관리가 되었다. 1912년 1월 29일 조선총독부 경상북도 김산군 서기로 임명되었고, 1914년부터 1920년까지 김천군 서기로 근무했다.
1921년 조선총독부 경상북도 경부에 임명되었으며, 왜관경찰서 경부로 발령받은 뒤부터 경찰 간부로 이동했다. 상주경찰서(1922년 ~ 1923년), 포항경찰서(1925년 ~ 1929년)를 거쳐 경상북도 경찰부 보안과 경부(1930년 ~ 1931년)로 근무하면서 정치범에 관한 업무를 담당했다. 1932년부터 1933년까지 경상북도 경찰관교습소 교관으로 활동했고, 1933년 5월 12일에는 도경시로 승진하면서 전라북도 경무과에서 근무하게 된다. 이 때부터 전라북도 순사교습소장, 순사징계위원회 위원에 임명되었다.
1934년 11월 27일 평안남도 경찰부 보안과장으로 이동한 뒤부터 도순사징계위원회 예비위원, 순사부장 시험위원으로 활동했고, 1935년 8월 23일 평안남도 농촌진흥위원회 위원으로 위촉되었다. 1935년 10월에는 조선총독부 시정 25주년 기념표창과 은배를 받았으며, 1936년 10월 16일 조선총독부 경무국 통역관으로 임명되었다. 1936년 10월 21일에는 평안남도 보안과장, 도순사부장 시험위원, 도순사징계위원회 예비위원, 농촌진흥위원회 위원으로 위촉되었다.
일제 강점기 말기에는 다시 관계로 돌아와 총독부 군수직을 지냈다. 평안북도 선천군수(1937년 8월 6일), 의주군수(1941년 3월 31일 임명)를 역임했다. 1938년 8월 1일 당시에는 종6위에 서위되어 있었으며, 그밖에 쇼와 대례 기념장(1928년 11월 16일), 훈8등 서보장(1930년 2월 12일), 훈7등 서보장(1933년 9월 4일), 훈6등 서보장(1935년 9월 9일), 훈6등 단광욱일장(1940년 4월 29일), 훈5등 서보장(1941년 8월 9일), 일본적십자사 유공장(1944년 12월) 등을 받았다. 특히 훈6등 단광욱일장은 선천군수 재직 시절 중일 전쟁 당시에 군대의 숙영 및 급식, 군용물자의 조달, 군대 군인 및 파견 가족의 후원 및 위로, 국채 소화 및 저축 장려, 국방헌금 및 애국기 헌납자금 모집, 국방 사상 보급 및 선전에 관한 업무를 수행하여 받은 것이었다.

## 사후
2002년 발표된 친일파 708인 명단 중 경시 부문, 2008년 민족문제연구소가 발표한 친일인명사전 수록예정자 명단 중 관료와 경찰 부문에 수록되었으며 2009년 친일반민족행위진상규명위원회가 발표한 친일반민족행위 705인 명단에 포함되었다.
5남 3녀의 자녀 중 3남이 대한민국 외무공무원이며 대한적십자사 부총재를 지낸 소상영이다.

## 같이 보기
- 소진하
- 소상영

## 참고자료
- 소진은(蘇鎭殷) - 국사편찬위원회
- 소진은 - 한국학중앙연구원
- 친일반민족행위진상규명위원회 (2009). 〈소진은〉. 《친일반민족행위진상규명 보고서 Ⅳ-8》. 서울. 458~464쪽.